# Dipankara
Cette page contient des caractères spéciaux ou non latins. S’ils s’affichent mal (▯, ?, etc.), consultez la page d’aide Unicode.
Ne doit pas être confondu avec Atisha.

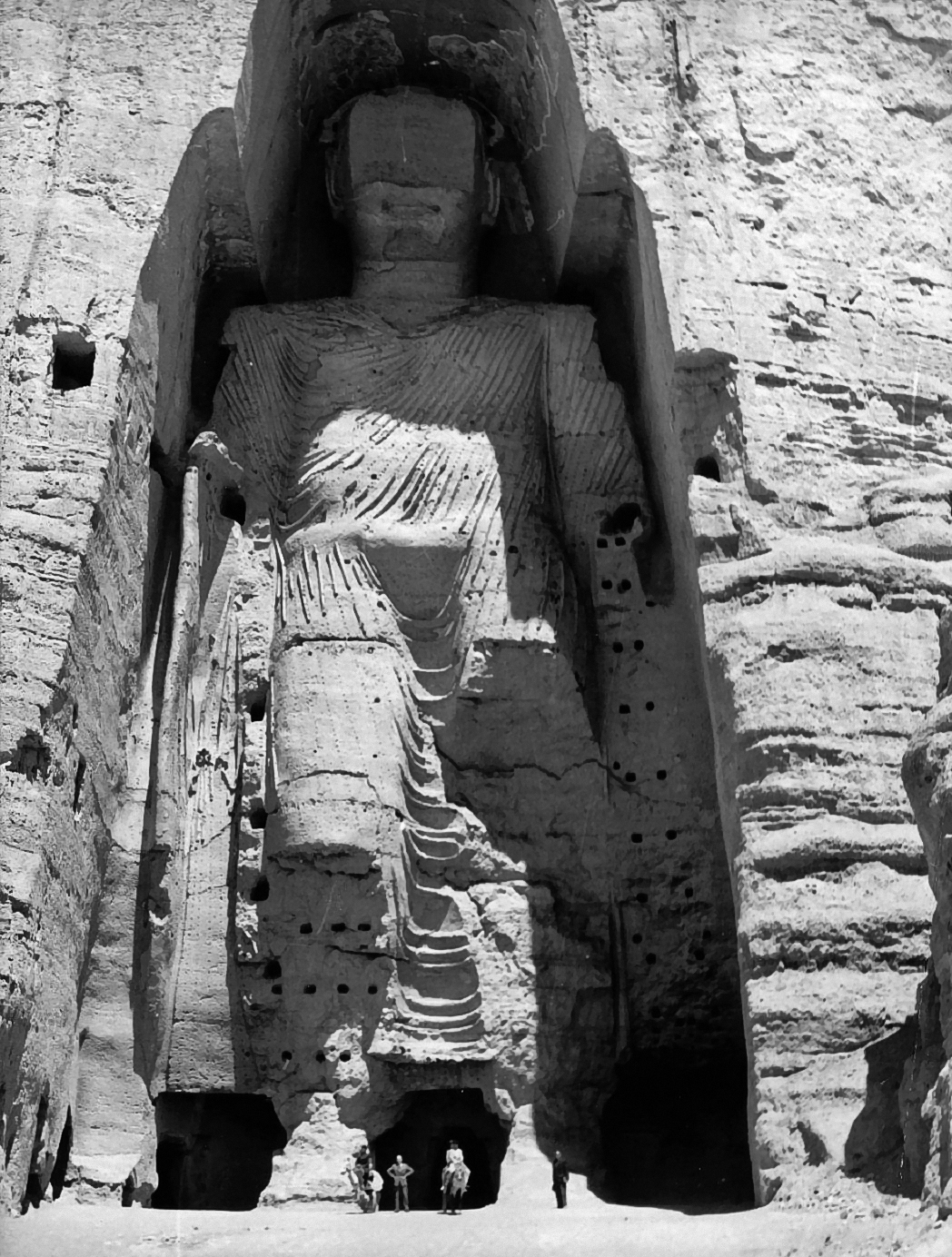
Statue de Dipankar (un des Bouddhas de Bâmiyân).

Dipankara, sanskrit / pali Dīpaṃkara, « Faiseur de lumière » ou « Celui qui apporte la lumière », est l’un des bouddhas du passé. Il aurait vécu sur Terre il y a cent mille ans. C’est lui qui a prédit au futur Gautama son destin de bouddha.
Autres noms : chinois: Rándēng Fó 然燈佛; tibétain : མར་མེ་མཛད།, Wylie : mar me mdzad, THL : Marmé Dzé; mongol: Jula-yin Jokiyaγči ou Dibangkara; néware: दिपंखा Dipankha; vietnamien Nhiên Đăng Cổ Phật.

## Culte
Dipankara semble avoir été très populaire en Asie centrale. Il occupe de nos jours une place mineure en Extrême-Orient, mais reste important au Népal, au Sri Lanka et en Asie du Sud-Est. Il est l'un des vingt-quatre ou vingt-huit bouddhas connus du hinayana. Protecteur des voyageurs, on peut ainsi voir sa statue sur les côtes où elle est censée guider les bateaux. Au Népal, il est le patron des marchands et se trouve au centre de fêtes importantes de la culture Néwar (vallée de Katmandou) comme Samyak ou Pancadan. À l’occasion de ces fêtes, des aumônes sont offertes aux monastères. Dipankara, souvent représenté faisant le geste du don, est associé à la charité.

## Iconographie

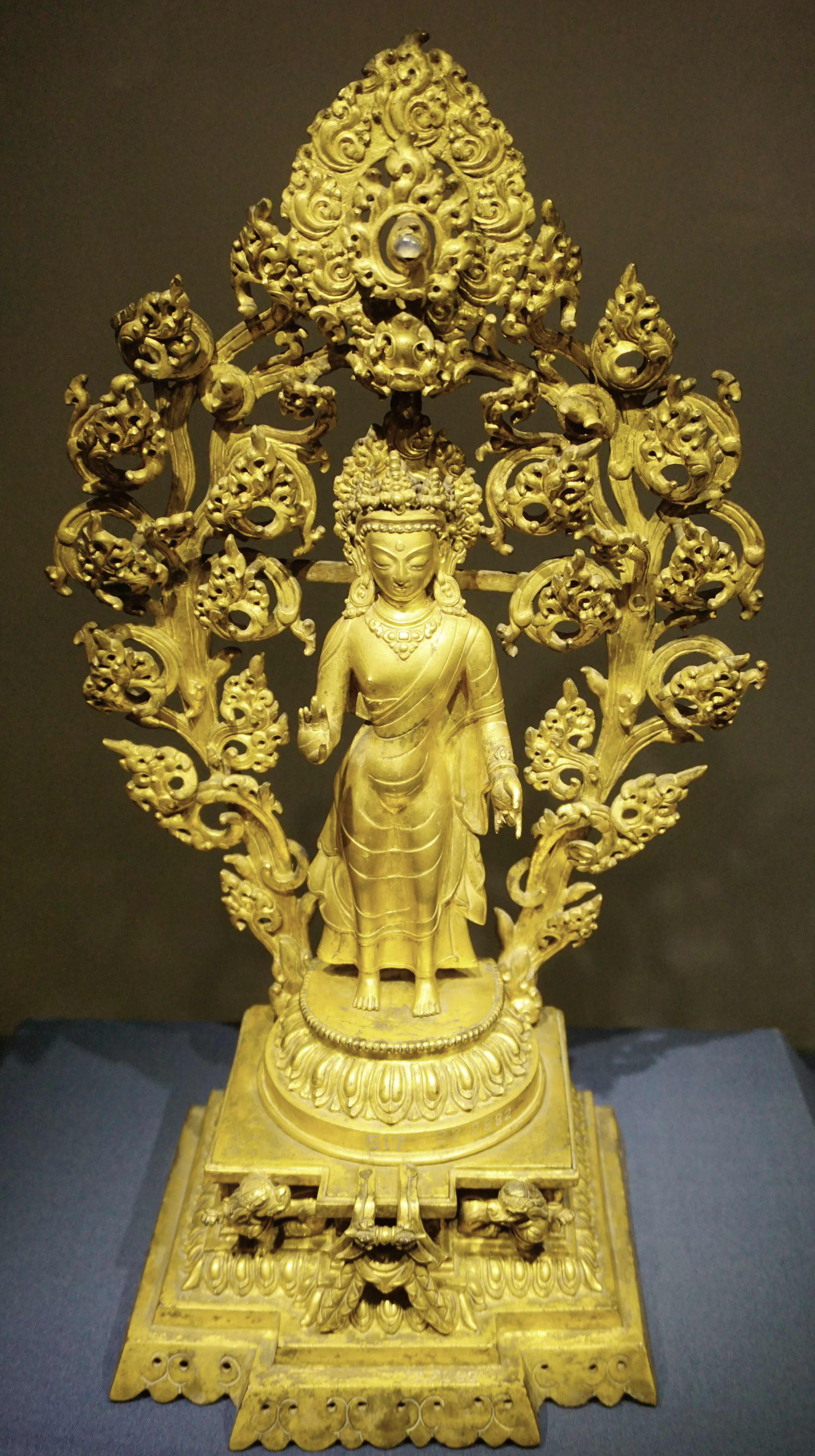
Buddha Dipankara, 19ème, Népal

Dipankara est représenté parfois assis, mais plus souvent debout, faisant de la main droite la mudra d’absence de crainte (abhaya) et de la gauche celle du don (varada). Il apparait souvent sur les vestiges bouddhistes de Java accompagné des bodhisattvas Manjushri et Vajrapani. À Sri Lanka où domine le theravada, Vajrapani, plutôt lié au vajrayana, est remplacé par Avalokiteshvara. On le trouve également représenté avec Gautama et Maitreya : à eux trois ils symbolisent le passé, le présent et le futur. L’épisode où l’ascète Sumedha, futur Gautama, s’agenouille sur son passage, est un thème fréquent de l’iconographie bouddhiste.
Au Népal, on trouve des effigies de Dipankara en cuivre doré pouvant être endossées par une personne jouant le rôle du bouddha lors des rituels ou processions.
Il pourrait être au nombre des Bouddhas de Bamiyan victimes des Talibans.

## Légende de Dipankara
Sa légende, contenue entre autres dans le Canon pali (commentaire du Buddhavamsa), évoque celle du Bouddha. Comme lui, c’est un prince qui a vocation d’ascète et finit par trouver l’éveil à l’ombre d’un arbre. 
Il est né à Rammavati du roi Sudeva et de la reine Sumedha. Prince, il possède trois  palais à Hamsa, Konca et Mayura. Sa femme se nomme Paduma et son fils Usabhakkhandha. Ayant pris conscience de l'impermanence des phénomènes de l'existence et de la douleur qui y est associée, il part sur un éléphant se retirer comme ascète à Nandarama. Sumangala et Tissa sont ses deux principaux disciples masculins, Sagata (Nanda) son assistant. Nanda et Sunanda sont ses deux principales disciples féminines. Ses principaux protecteurs laïques sont Tapussa et Bhallika (hommes), Sirima et Sona (femmes). Pippala est le nom de l’arbre sous lequel il connut l’éveil. Il est décrit comme exceptionnellement grand, semblable à un pilier de lumière. Après un laps de vie de cent mille ans, il disparait dans une sorte de combustion spontanée.
Le contenu du Sanghata Sutra se présente comme l'enseignement délivré par Dipankara à Gautama.

## Prophétie concernant Gautama
Le bouddhisme considère qu’il y eut avant Shakyamuni, et qu’il y aura après lui, une infinité de bouddhas, chacun régnant sur une ère. Longtemps avant l’existence où il atteindra l’illumination, le futur être éveillé fait le vœu de devenir un bouddha qui enseignera aux autres êtres (samyaksambuddha). Le bouddha de son ère l’identifie grâce à son don de prédiction et lui énonce la prophétie concernant son avenir. La prédiction concernant Gautama est transcrite dans divers textes bouddhiques mahayana ou theravada.
- Un extrait du canon pali (Buddhavamsa)[3]:

« …il deviendra un Buddha dans le monde. Ayant quitté la charmante ville nommée Kapilavastu, ayant fait des efforts de concentration, ayant accompli des austérités. S'étant assis au pied d'un arbre Ajapâla, ayant reçu du riz bouilli dans du lait, le Tathâgata se rendra alors au bord de la Nerañjarâ. Ayant reçu le riz [bouilli dans du lait] sur le bord de la Nerañjarâ, ce Victorieux ira au pied de l'arbre de l'Éveil par l'excellent chemin préparé. Ayant alors effectué une circonvolution autour de l'aire de l'Éveil, le suprême de grande gloire s'éveillera au pied de l'arbre Assatha... » 

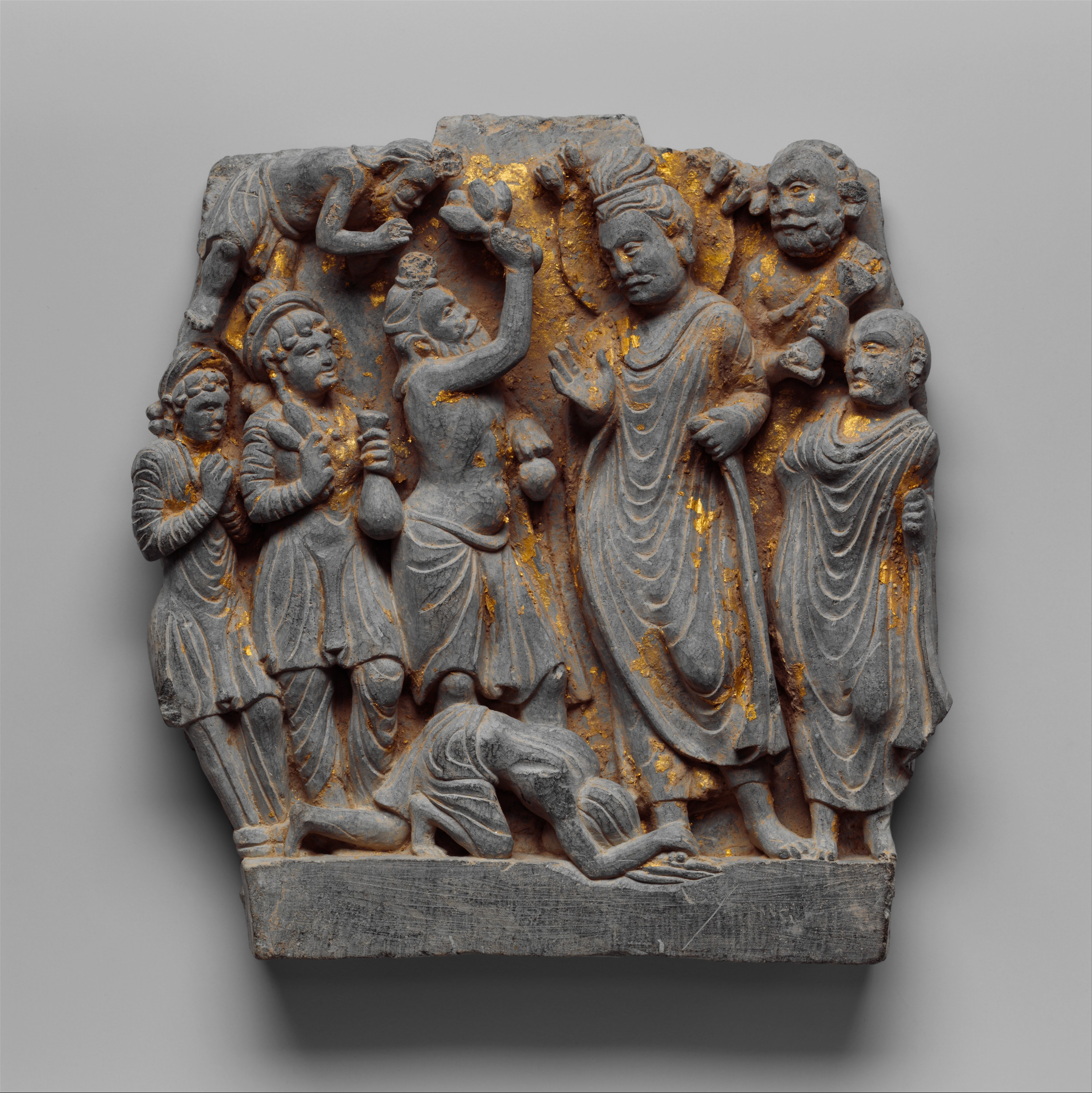
Sumedha et Dīpankara, 2ème siècle ao. J.C., vallée de la Swat, Gandhāra

- Une version populaire, telle qu’on en trouve dans les légendes de la vie du Bouddha[4].

Le futur Shakyamuni était du temps de Dipankara un jeune brahmane nommé Megha (ou Sumedha), à la peau dorée comme le soleil, dont les capacités intellectuelles avaient attiré un entourage de cinq cents autres jeunes gens, au nombre desquels le futur Maitreya, alors appelé Ratna. Ayant pris conscience de la vanité de son existence, il se fit ascète errant. Après bien des aventures, il finit par arriver dans la ville d’Amaravati qu’il trouva toute décorée. Il s’enquit auprès d’ouvriers qui réparaient les rues ; ils lui expliquèrent que le bouddha Dipankara était attendu dans la ville où régnait son père du temps qu’il était prince. Enthousiasmé, Megha décida d’aller lui rendre hommage, mais ne trouva aucune fleur à acheter pour lui offrir, le roi les ayant toutes réquisitionnées pour sa propre offrande. Cependant, à sa grande surprise, arrivé sur les lieux où Dipankara était attendu, Megha aperçut une jeune fille tenant dans ses mains sept (ou huit) magnifiques lotus. Il s’apprêtait à les lui acheter, mais la jeune fille, ayant reconnu au premier coup d’œil sa valeur, lui proposa de lui offrir cinq de ses fleurs en échange de la promesse que dans toutes ses vies successives il la prendrait pour épouse et disciple. Il accepta. La légende voit en elle une forme antérieure de Yashodhara, cousine et femme de Gautama. 
Lorsque Dikanpara parut, Megha désira sincèrement du plus profond du cœur devenir à son image.  Il pensa : « Si le Tathagata m’entend et foule mon manteau, peut-être ai-je des chances d’être bouddha. ».  À son approche, il jeta comme beaucoup d’autres sa cape à terre pour lui faire un chemin, mais son vêtement miteux fut écarté avec colère par des membres de l’assistance et lui-même fut bousculé. Malheureux, il refit le souhait d’être bouddha, pensant : « Si le Tathagata m’entend, il viendra à mon secours. ». Alors Dipankara tourna la tête dans sa direction et, à la stupéfaction de tous, une dépression boueuse se forma sur le chemin fraîchement réparé. Tandis que les autres hésitaient, Megha se courba et étendit sa chevelure sur le sol, faisant de nouveau le vœu de devenir bouddha ou de ne plus jamais se relever. La terre trembla six fois et Dipankara lui adressa sa prophétie. Megha se rasa la tête et devint son disciple. On peut voir cet épisode représenté dans l'art bouddhique du Gandhara.